# Пьерино да Винчи
Пьерино да Винчи (итал. Pierino da Vinci), урождённый Пьер Франческо ди Бартоломео ди Сер Пьеро да Винчи (Pier Francesco di Bartolomeo di Ser Piero da Vinci; ок. 1529—1553/54) — итальянский скульптор, родившийся в небольшом городке Винчи в Тоскане; племянник Леонардо да Винчи.

## Жизнь и творчество
Сын Бартоломео да Винчи, младшего сводного брата Леонардо, Пьерино демонстрировал художественные способности уже в раннем возрасте, и его семья считала его наследником таланта своего дяди. Он учился у Баччо Бандинелли (1488—1560) и Никколо Триболо (1500—1550). Пьерино умер от малярийной лихорадки в возрасте 23 лет в Пизе в 1553/1554 году.
Биографические сведения о нём взяты почти исключительно из «Жизнеописаний наиболее знаменитых живописцев, ваятелей и зодчих» Джорджо Вазари; эта история искусства и художников представляет собой смесь как фактов, так и легенд, что затрудняет получение полностью достоверной исторической информации ввиду отсутствия других источников. Рельеф, которым восхищался Вазари, долгое время считался работой Микеланджело. По сообщению Вазари, рельеф был изготовлен Пьерино в 1549 году для Луки Мартини (1507—1561), находившегося тогда в Пизе на службе у Козимо I Медичи, великого герцога Тосканы. На нем изображены Уголино и его сыновья, сцена из «Божественной комедии» Данте. Ныне работа находится в коллекции Музея Лихтенштейна.
Несколько скульптур, которые сейчас считаются работами Пьерино да Винчи, ранее приписывались Микеланджело.
Его скульптура «Самсон, убивающий филистимлянина» (1551/52) выставлена в Палаццо Веккьо во Флоренции.
Предположительно, именно Пьерино изображён на «Портрете молодого человека» (ок. 1550 г.) кисти Бронзино.
- Пьерино да Винчи. Путто с рыбой. Флоренция, вилла Медичи делла Пентрайя
- Пьерино да Винчи. Мужественный профиль. Возможно, Лука Мартини, ок. 1550 г.
- Пьерино да Винчи. Самсон и филистимлянин. Двор Палаццо Веккьо, Флоренция
- Молодой бог реки и три путти. Мраморная скульптура Пьерино да Винчи, Лувр